# Wellington Park
Wellington Park är en park i Australien. Den ligger i delstaten Tasmanien, i den sydöstra delen av landet, omkring 18 kilometer väster om delstatshuvudstaden Hobart.
Runt Wellington Park är det ganska glesbefolkat, med 30 invånare per kvadratkilometer.. Närmaste större samhälle är Hobart, omkring 18 kilometer öster om Wellington Park. 
I omgivningarna runt Wellington Park växer i huvudsak städsegrön lövskog. Genomsnittlig årsnederbörd är 697 millimeter. Den regnigaste månaden är juli, med i genomsnitt 78 mm nederbörd, och den torraste är februari, med 41 mm nederbörd.